# Cantó de Sanch Èli d'Apcher

El cantó de Sanch Èli d'Apcher és un cantó francès del departament del Losera, a la regió d'Occitània. Està enquadrat al districte de Mende, té 7 municipis i el cap cantonal és Sanch Èli d'Apcher.

## Municipis
- Aubaret
- Los Bessons
- Blavinhac
- La Faja de Sent Julian
- Lo Bacon
- Rimèsa
- Sanch Èli d'Apcher (chef-lieu)